# Philine Sturzenbecher
Anna Philine Sturzenbecher (* 18. Juni 1981 in Hamburg) ist eine deutsche Politikerin der Sozialdemokratischen Partei Deutschlands (SPD).

## Leben
Philine Sturzenbecher stammt aus Hamburg-Osdorf und besuchte dort die Grundschule Goosacker. Seit 2001 ist sie Mitglied der SPD im Distrikt Blankenese, Iserbrook, Nienstedten. Sie studierte Politikwissenschaft von 2001 bis 2007 an der Universität Marburg mit Diplomabschluss. 2017 kehrte sie nach Hamburg zurück. Sturzenbecher gelang bei der Bürgerschaftswahl in Hamburg 2020 am 23. Februar 2020 der Einzug als Abgeordnete in die Hamburgische Bürgerschaft. Dort vertreten ist sie in den Ausschüssen Schule, Umwelt, Klima und Energie, Wirtschaft und Innovation, Wissenschaft. Sie ist wissenschaftspolitische Sprecherin ihrer Fraktion.
Sie wohnt in Hamburg und hat ein Kind.